# Moondance
Moondance é um álbum do cantor irlandês Van Morrison, lançado em 1970. O estilo musical do álbum mistura os gêneros R&B, folk rock, country rock e também jazz (na faixa-título).
Van Morrison começou a trabalhar em Moondance dez meses após a realização de Astral Weeks e os arranjos foram criados no estúdio de gravação, todos baseados em em estruturas musicais básicas. Teve a ajuda inovadora dos músicos Jeff Labes, Jack Schroers e Collin Tilton. Este álbum está na lista dos 200 álbuns definitivos no Rock and Roll Hall of Fame

## Faixas
- Todas as canções compostas por Van Morrison.

### Lado A
1. "And It Stoned Me" — 4:30
2. "Moondance" — 4:35
3. "Crazy Love" — 2:34
4. "Caravan" — 4:57
5. "Into the Mystic" — 3:25

### Lado B
1. "Come Running" — 2:30
2. "These Dreams of You" — 3:50
3. "Brand New Day" — 5:09
4. "Everyone" — 3:31
5. "Glad Tidings" — 3:42

## Músicos
- Van Morrison - guitarra e vocais.
- Judy Clay - vocal
- Cissy Houston - vocais
- John Klingberg - baixo
- Jeff Labes - órgão, percussão, piano e clarinete.
- Gary Malabar - percussão e bateria.
- Guy Masson - conga
- John Platania - guitarra
- Jack Schroer - saxofone
- Collin Tilton- flauta, saxofone
- Jackie Verdell - vocais

## Produção
- Produtor: Van Morrison
- Produção executiva: Lewis Merenstein
- Engenheiros de som: Steve Friedberg, Tony May, Elliot Scheirer, Neil Schwartz, Shelly Yakus

## Singles
Album - Billboard (América do Norte)
| Ano  | Categoria  | Posição |
| ---- | ---------- | ------- |
| 1970 | Pop Albums | 29      |

Album -  (Reino Unido)
| Ano  | Categoria       | Posição |
| ---- | --------------- | ------- |
| 1970 | UK Albums Chart | 32      |

Singles - Billboard (América do Norte)
| Ano  | Canção         | Categoria   | Posição |
| ---- | -------------- | ----------- | ------- |
| 1970 | "Come Running" | Pop Singles | 39      |